# 코바리드

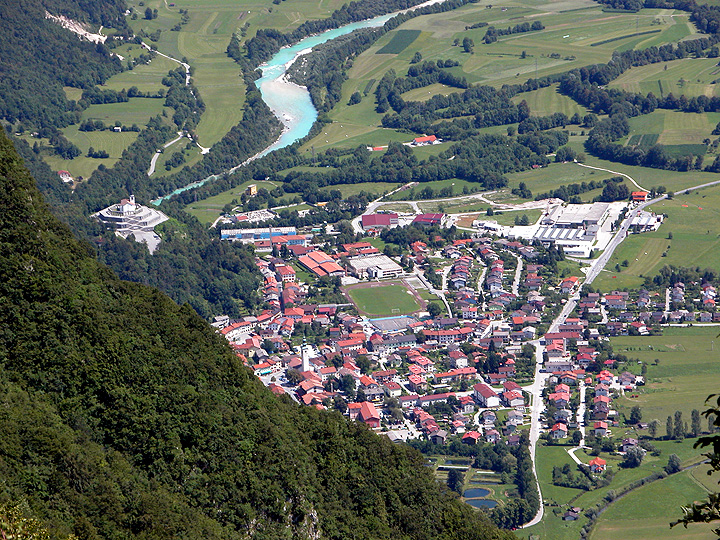
코바리드

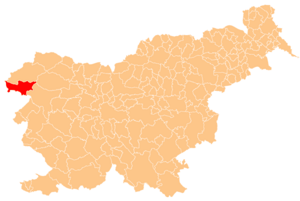
코바리드의 위치

코바리드(슬로베니아어: Kobarid, 이탈리아어: Caporetto 카포레토[*], 독일어: Karfreit 카르프라이트[*])는 슬로베니아의 도시로 면적은 192.7km2, 인구는 4,472명(2002년 기준), 인구 밀도는 23.2명/km2이다.
이탈리아 국경과 가까운 지점에 위치한다. 어니스트 헤밍웨이의 소설 《무기여 잘 있거라》의 배경이 된 제1차 세계 대전의 전투인 카포레토 전투로 유명한 곳이다.